# نیک کولدری
نیک کولدری استاد رشته رسانه، ارتباطات و نظریه اجتماعی در مدرسه اقتصاد لندن است.

## پیشینه
کولدری به بررسی این موضوع علاقه‌مند است که چگونه نهادهای ارتباطات و رسانه، در ایجاد و شکل‌دهی به نظم، اخلاقی، فرهنگی، سیاسی و اجتماعی موثر است. او در زمره متفکران منتقد نولیبرالیسم قرار دارد و نقدهای قابل توجهی را از منظر جامعه شناسی ارتباطات مطرح ساخته است. از مهمترین آثار او می‌توان به مناسک رسانه (۲۰۰۳)، اخلاق رسانه (۲۰۱۳)، رسانه، جامعه و جهان (۲۰۱۲)، چرا صدا مهم است؟ (۲۰۱۰)؟، چرا رسانه مهم است؟ (۲۰۱۹) و هزینه ارتباطات (۲۰۱۹) اشاره کرد.
پرسش از کلان‌داده‌ها در جامعه کنونی از مهمترین دغدغه‌های او است. این دغدغه شامل مساله حریم خصوصی در جهان دیجیتالی، امنیت اطلاعات، هوش مصنوعی و کار تمام وقت دیجیتال، تاثیر الگوریتم‌های هوش مصنوعی بر ایجاد تالار پژواک (محدود شدن گفتگوهای مجازی به افراد مشابه و پرهیز از ارتباط با افراد متفاوت) می شود.